# Oog (anatomie)

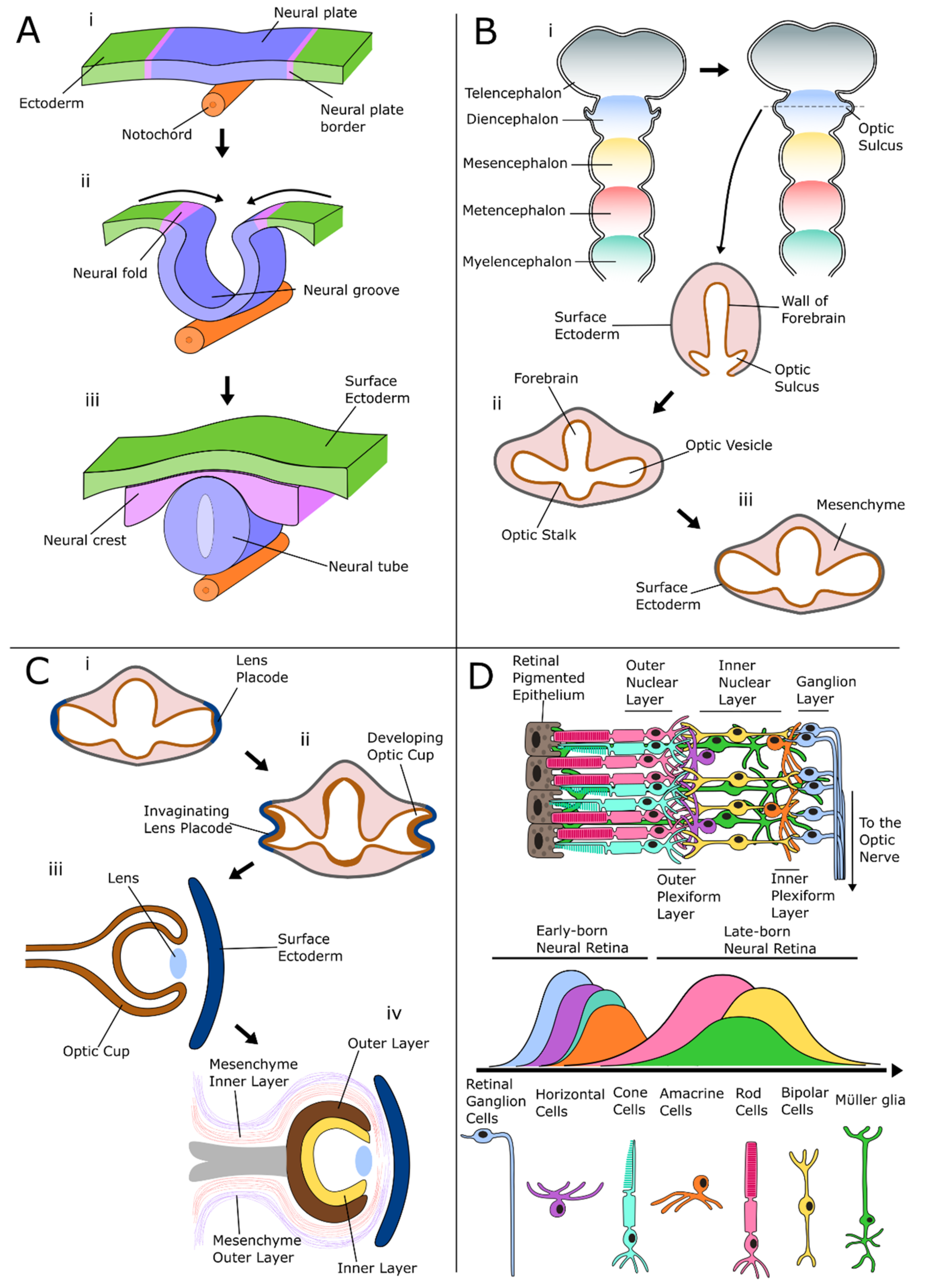
Embryologische ontwikkeling van het oog.
(A) De eerste ontwikkelingsfase is de vorming van de neurale buis.
(B) De vorming van het oogblaasje
(C) Ontwikkeling van de belangrijkste oogstructuren. (Ci) Het gebied van het oppervlakte ectoderm dat het oogblaasje raakt, wordt dikker en vormt de lensplacode
(D) Het netvlies is een gelaagde structuur die bestaat uit veel verschillende cellen, die kunnen worden gesplitst in vroeg gevormde zenuwcellen en laatgevormde zenuwcellen.

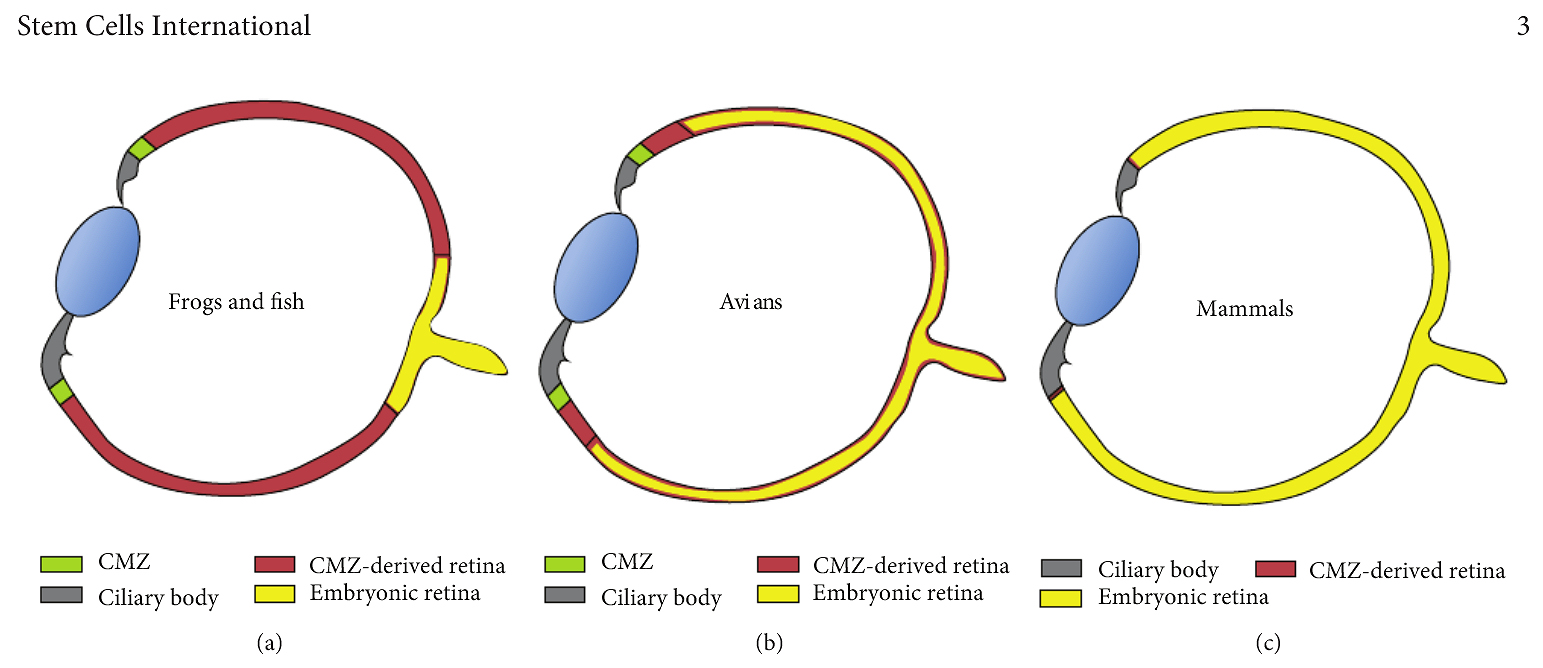
Corpus ciliare zone bij gewervelden

Het oog is een waarnemingsorgaan (zintuig), dat visuele prikkels naar de hersenen stuurt, waar de informatie wordt omgezet in een visuele waarneming.
Mensen en veel diersoorten hebben ogen. Bij eenvoudige meercelligen bestaat een oog uit niet meer dan losse, lichtgevoelige cellen, of uit kuiltjes met lichtgevoelige cellen, waarmee niet of nauwelijks een beeld kan worden gevormd. Bij hogere diersoorten is een oog een hoogontwikkeld orgaan, zoals de facetogen van insecten, of de  met een lens uitgeruste ogen van gewervelden en inktvissen.

## Ontwikkeling van het oog

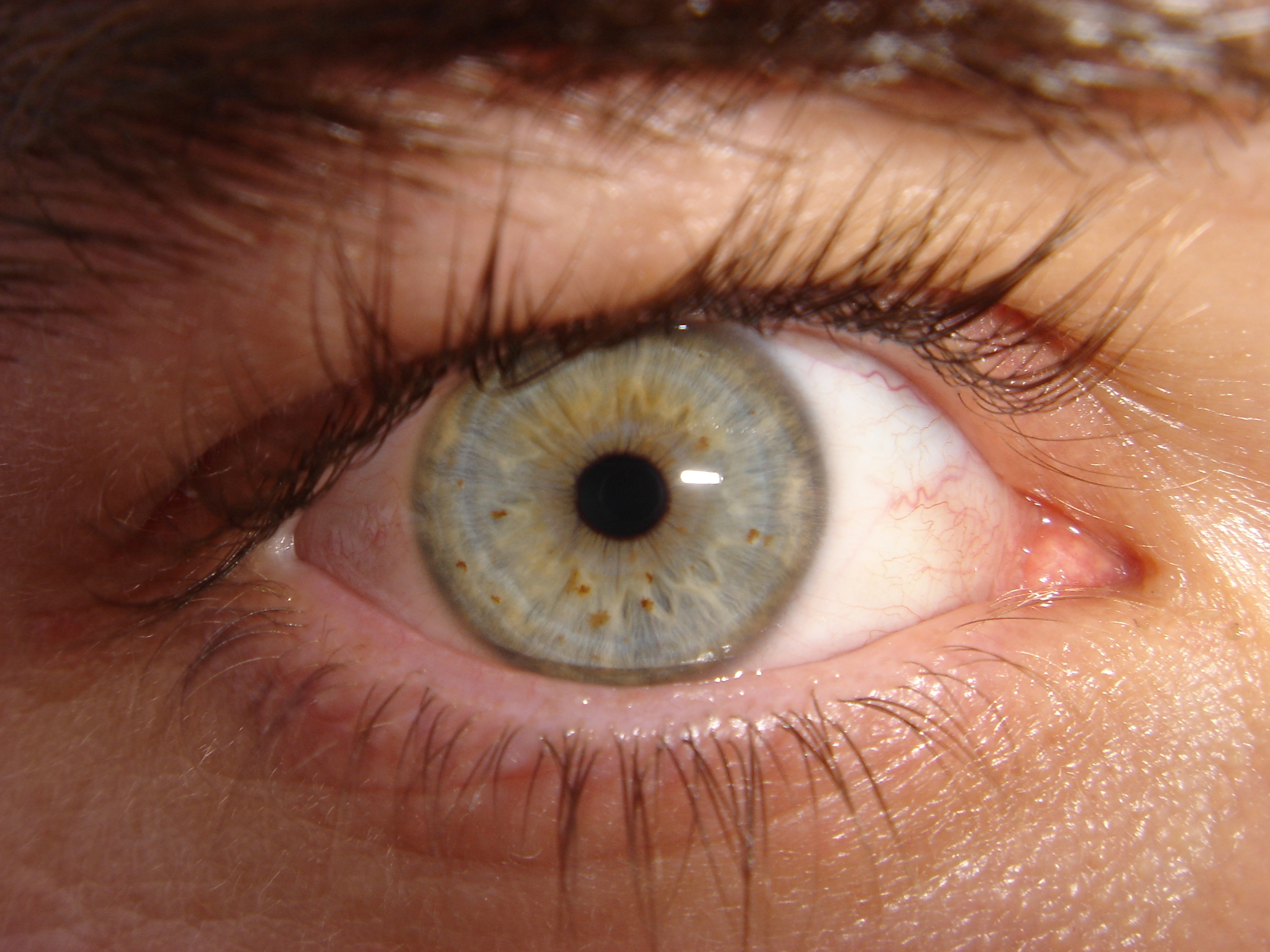
Oog van een mens

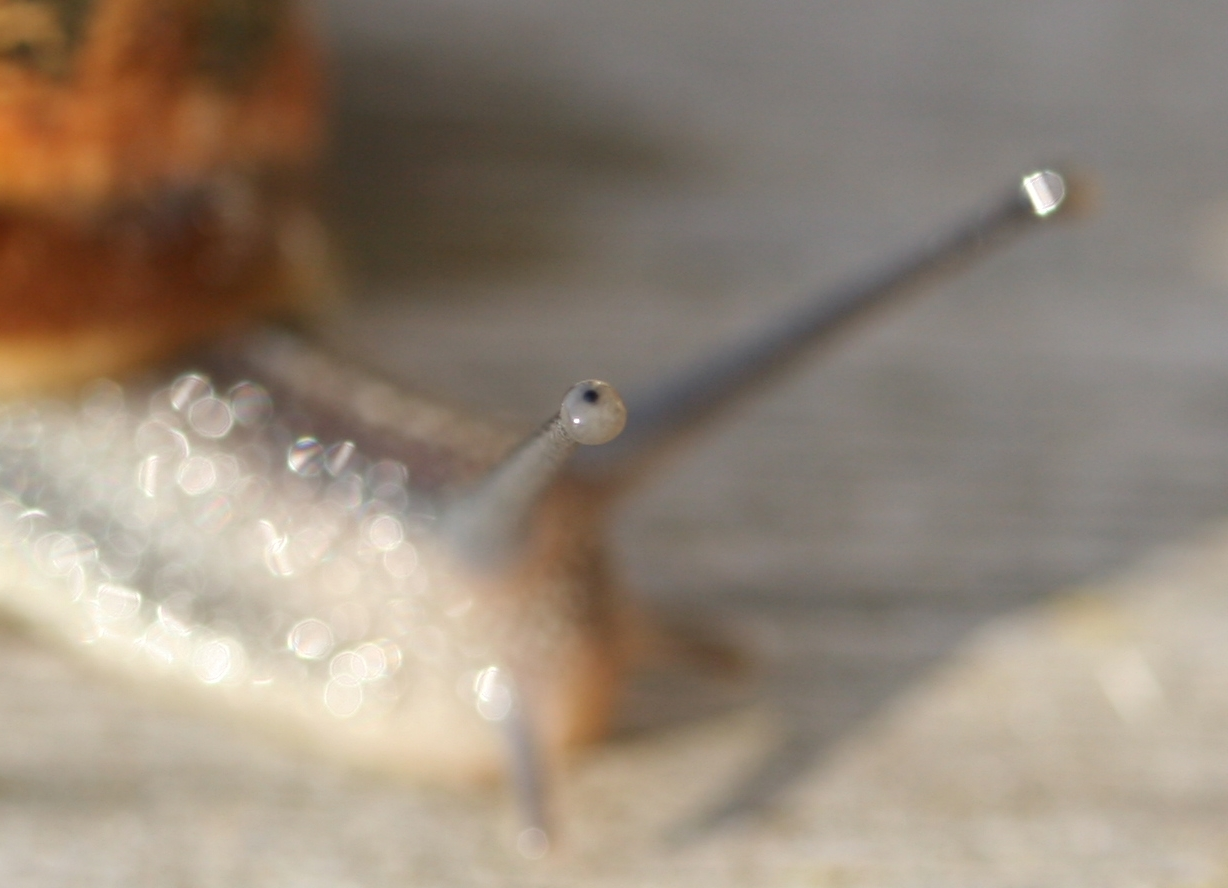
Oog van een slak

De fasen van de embryonale ontwikkeling van het oog. Zie afbeelding. (A) De eerste ontwikkelingsfase is de vorming van de neurale buis. (Ai) De chorda dorsalis stimuleert de neurale plaat om vanuit het externe of oppervlakte ectoderm naar binnen te worden getrokken. (Aii,Aiii) De neurale plooien ontmoeten elkaar en fuseren, waardoor de neurale buis en de neurale lijst ontstaan. (B) De vorming van het oogblaasje. (Bi) De neurale buis ontwikkelt zich tot vijf secundaire blaasjes. (Bii) De optische sulcus, de steeds dieper wordende groef in de neurale plaat, groeit lateraal uit het diëncephalon (tussenhersenen), waarbij het distale gebied groter wordt om het oogblaasje te vormen en het proximale gebied wordt samengeknepen om de optische steel te vormen. (Biii) De optische sulcus blijft groeien totdat het het oppervlakte ectoderm bereikt. (C) Ontwikkeling van de belangrijkste oogstructuren. (Ci) Het gebied van het oppervlakte ectoderm dat het oogblaasje raakt, wordt dikker en vormt de lensplacode. (Cii) De lensplacode stulpt vervolgens in, voordat deze zich afsplitst van het oppervlakte ectoderm om de lens te worden. (Ciii) Deze instulping resulteert in een dubbelgelaagde oogbeketstructuur. (Civ) De buitenste laag wordt later het retinaal pigmentepitheel, terwijl de binnenste laag zich ontwikkelt tot het neurale netvlies. Het omringende mesenchym helpt bij het vormen van structuren zoals het hoornvlies, het vaatvlies en het straalvormig lichaam. (D) Het netvlies is een gelaagde structuur die bestaat uit veel verschillende cellen, die kunnen worden onderverdeeld in vroeggevormde zenuwcellen en laatgevormde zenuwcellen. De vroeg gevormde zenuwcellen omvatten retinale zenuwknoopcellen, horizontale cellen, kegeltjes en amacriene cellen (interneuronen), terwijl de laatgevormde zenuwcellen bestaan uit de staafjes, retina bipolaire cellen en radiale gliacellen. Deze zijn met elkaar verbonden in de verschillende lagen van het netvlies. De amacriene cellen zijn betrokken bij de regulering en integratie van de activiteit in bipolaire en gliacellen.

## Onderdelen van het oog
- De oogspieren: draaien het oog in de gewenste richting.
- Het harde oogvlies (sclera): is stevig, wit en geeft bescherming.
- Het hoornvlies (cornea): is doorzichtig, en is de voortzetting van het harde oogvlies aan de voorkant. Laat het licht door en draagt in hoge mate bij aan de beeldvorming op het netvlies.
- Het vaatvlies (chorioides): bevat veel bloedvaten en zorgt voor aan- en afvoer van stoffen in het oog.
- De iris (ook: regenboogvlies): het gekleurde gedeelte van het oog, is de voortzetting van het vaatvlies aan de voorkant en zorgt ervoor dat er niet te veel of te weinig licht in het oog valt. De iris, corpus ciliare en chorioides samen worden de uvea genoemd.
- De pupil: de opening in de iris die het licht doorlaat.
- De lens: bevindt zich achter de iris en de pupil, en zorgt samen met het hoornvlies ervoor dat een scherp beeld op het netvlies valt.
- Het netvlies (retina): bevat zintuigcellen, staafjes en kegeltjes, waar onder invloed van lichtprikkels impulsen in het zenuwstelsel ontstaan.
- Oogpigment zijn de pigment-moleculen, die met duizenden in iedere lichtgevoelige cel van het netvlies aanwezig zijn.
- De gele vlek (macula lutea): plaats in het midden van het netvlies. Hiermee ziet men scherp en neemt men kleuren waar. In het midden van de macula lutea bevindt zich de fovea centralis. In de macula lutea bevinden zich met name kegeltjes. Hier is de beeldvorming het best.
- De blinde vlek (papil): de plaats waar de oogzenuw het oog verlaat (en waar geen netvlies zit).
- De oogzenuw (nervus opticus): geleidt impulsen naar de hersenen.
- Het glasachtig lichaam (corpus vitreum): het glasvocht in het oog. Is doorzichtig en houdt de oogbal in vorm.
- De staafjes en kegeltjes: Deze zitten op het netvlies en geven respectievelijk contrast en kleur weer.
- De accommodatiespier: zorgt er via de straalspieren voor dat de vorm van de lens kan veranderen (accommodatie van de lens). Ook zorgt het voor de aanmaak van oogvocht, dat zich in de kamer tussen de lens en de binnenkant van het hoornvlies bevindt.
- Het straalvormig lichaam (corpus ciliare): Zit aan de rand van het vaatvlies vast en is stevig met het harde oogvlies verbonden. In dit straalvormig lichaam bevindt zich de accommodatiespier.

Het oog wordt gestuurd door zes verschillende spieren. Er zijn twee verschillende oogbewegingen, saccades en gladde oogbewegingen. Saccades zijn zoekbewegingen van het oog, deze oogbeweging gebruik je bij een onverwachte beweging van een bepaald voorwerp. Het oog maakt deze saccades met een snelheid van 500 tot 600 °/s.
De gladde oogbewegingen zijn simpel gezegd gewoon volgbewegingen, hierbij volg je een bepaald voorwerp. Het oog doet dit met een snelheid van 100 °/s. Dit is een stukje langzamer dan de snelheid van saccades. Bij gladde oogbewegingen verwacht het oog wat er gaat gebeuren.

## Kleuren
Niet alle dieren nemen de wereld in dezelfde kleuren waar. Sommige dieren zijn in staat ultraviolet licht waar te nemen, bij andere ontbreken de cellen voor bepaalde kleuren. Kleurwaarneming bij mensen maakt gebruik van 3 verschillende fotoreceptoren die het onderscheid maken tussen eerder blauw, eerder groen of eerder rood licht. Andere diersoorten kunnen een fijner onderscheid maken, of juist minder of helemaal geen kleuren zien naargelang van hoeveel soorten kegeltjes ze hebben. Herten zien geen verschil tussen de oranje strepen van een tijger (of the oranje jasje van een menselijke jager) en de groene en bruine kleuren van de achtergrond. Sommige bidsprinkhaankreeften hebben 12 tot zelfs 16 verschillende receptoren, waarvan verscheidene ingesteld zijn op ultraviolet licht. Toch is hun kleurwaarneming in vele opzichten minder verfijnd dan die van mensen, doordat de receptoren van die kreeften rechtstreeks verbonden zijn met reactiecentra in de hersenen.
De verschillende soorten cichliden die in de Afrikaanse Grote Meren leven, hebben een kleurgevoeligheid die aangepast is aan de diepte waarop ze zwemmen. Diepere zwemmers zijn meer roodgevoelig, terwijl de oppervlaktevissen eerder blauwgevoelige ogen hebben.
Slangen als groefkopadders en boa's kunnen infraroodstraling door warmtegevoelige receptoren in gerangschikt in gaatjes in de huid van de kop (boa's) of een groef onder het neusgat (groefkopadders) waarnemen. De warmtegevoelige receptoren zijn overigens dezelfde als die waarmee de mens warmte (temperatuurstijging) waarneemt. De speciale organen die ze hiervoor gebruiken worden geen ogen genoemd, hoewel er waarschijnlijk wel sprake is van beeldvorming, aangezien de slangen ze kunnen gebruiken om warmbloedige prooien te vinden en afstand en richting te bepalen.
Niet alleen kleurwaarneming naargelang van de golflengte van het licht kan een evolutionair voordeel bieden; ook de polarisatie van het licht bevat soms nuttige informatie. De hogergenoemde bidsprinkhaankreeften detecteren circulair gepolariseerd licht. Ook veel krabben kunnen reageren op veranderingen in gepolariseerd licht. Veel vlinders kunnen de hoek en de sterkte van gepolariseerd licht onderscheiden. De Heliconius heeft iriserende vleugels; nauwkeurige detectie van polarisatiepatronen op de vleugels speelt een rol bij de hofmakerij en de paring.

## Evolutie van het oog

Enkele stadia van de evolutie van het oog

Verschillende taxa van dieren hebben afzonderlijk van elkaar ogen ontwikkeld. Tijdens de Cambrische explosie zijn tot zover bekend de eerste ogen ontstaan, er zijn geen fossiele bewijzen van voor het Cambrium gevonden.
De evolutie van het oog begint met lichtgevoelige cellen, deze kunnen licht van donker onderscheiden. Dit is handig voor het detecteren van mogelijke gevaren als roofdieren. De lichtgevoelige cellen bevinden zich nog op een vlak oppervlak.
In het volgende stadium bevinden de lichtgevoelige cellen zich in een kuiltje. Deze ontwikkeling helpt bij het bepalen van de richting van de verplaatsing van objecten.

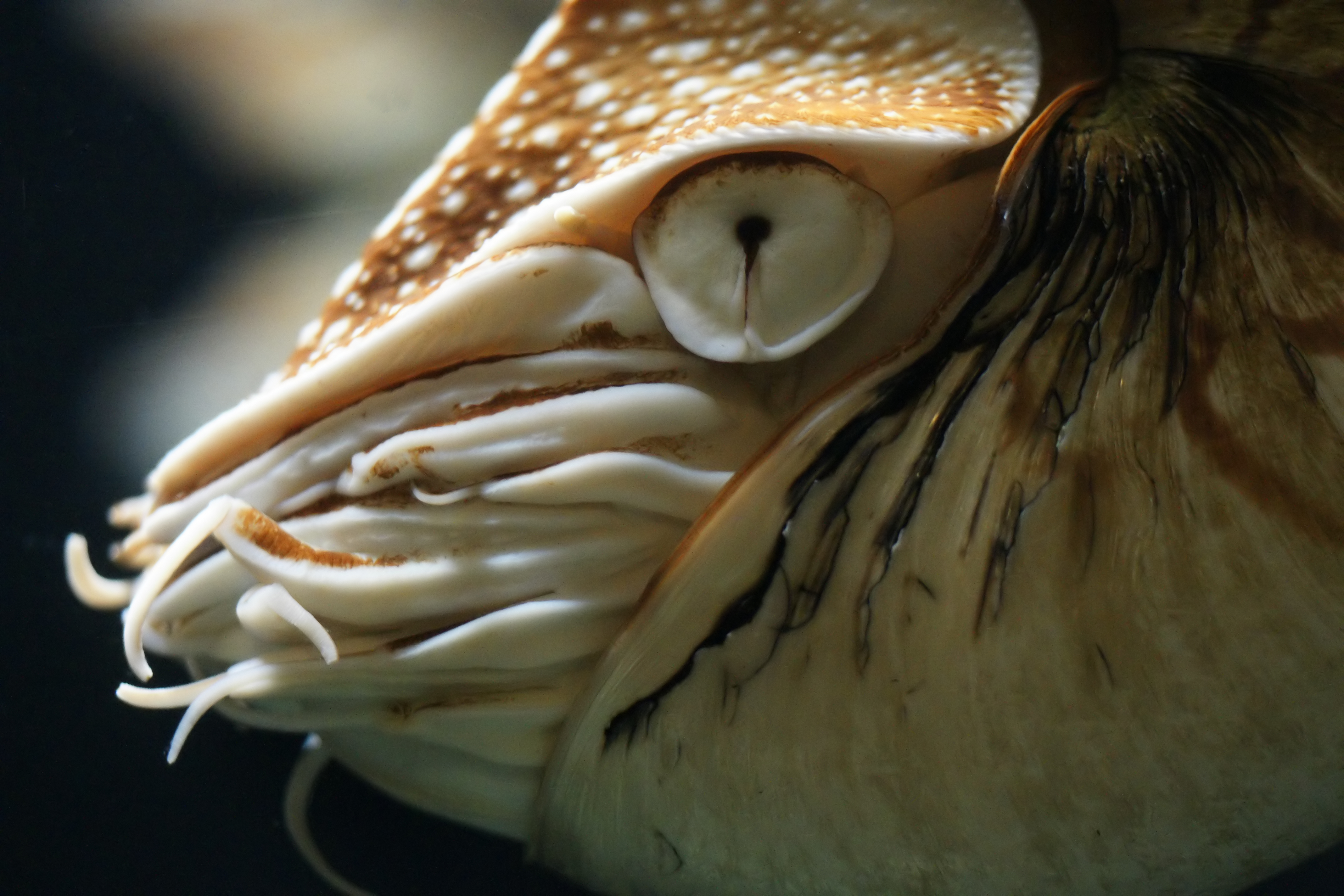
Gaatjescameraoog van een nautilus

In het stadium hierna ontstaat een soort oog dat lijkt op een gaatjescamera. Over het kuiltje met de lichtgevoelige cellen komt een kleinere opening om licht door te laten. Dit zorgt ervoor dat de richtingbepaling effectiever werkt. Bij dit oog is het mogelijk om silhouetten waar te nemen, maar er kan nog geen scherp beeld gevormd worden. Het voordeel van een gaatjescameraoog is ook een nadeel, als er minder licht het oog bereikt kan er bij weinig licht slecht gezien worden. Nautilussen hebben gaatjescameraogen.
Ter bescherming van het oog kan er een doorzichtig weefsel om het oog ontstaan; dit doorzichtige weefsel kan zicht weer verder evolueren tot een lens. De lens kan licht beter opvangen dan het gaatjescameraoog, wat een oplossing is voor het lichttekort waar het gaatjescameraoog mee te maken heeft. Ook kan de lens focussen, waardoor er een scherper beeld ontstaat.

## 'Oog' in overdrachtelijke zin
In diverse talen wordt het woord oog als metafoor gebruikt om zaken te benoemen die een overeenkomst in vorm hebben met het oog, dus die een ronde of ovale vorm hebben:
- oog van een naald (Nederlands)
- oog van de storm
- oog waar een haakje in valt (Nederlands)
- koeienoog of paardenoog: spiegelei (Vlaams)
- mata hari ('oog van de dag'): zon (Maleis)
- bull's eye ('stierenoog'): de ronde roos op bijvoorbeeld een dartbord (Engels)
- oogvlekken: vlekvormige patronen en tekeningen, vaak met ringen, op de vleugels van dagvlinders, zoals bij zandoogjes (Satyrinae)